# ブレインウッズ
ブレインウッズ株式会社は、翻訳、通訳など多言語の技術に関する業務を行う企業である。2000年（平成12年）に設立され、本社を東京都渋谷区に置く。

## 沿革
- 2000年（平成12年）
  - 9月1日 - 創業。英語 ⇔ 日本語翻訳開始。
  - 月日不明 - 翻訳多言語展開（日本語 ⇔ 仏、独、伊、西）
- 2001年（平成13年） - 英語音声起こしサービス、論文翻訳サービス等開始。　翻訳多言語展開（日本語 ⇔ 露、中、韓）
- 2002年（平成14年） - 通訳サービス開始（英、仏、独、伊、西、中、韓）
- 2003年（平成15年） - 映像翻訳サービス開始。（英語）
- 2004年（平成16年） - 映像翻訳多言語展開。（韓、瑞）
- 2005年（平成17年） - 映像翻訳多言語展開（仏、独、伊、西、葡、露、中）・オフィス増床。
- 2006年（平成18年） - 株主割当増資により、有限会社から株式会社に組織変更
- 2007年（平成19年） - 吹き替え翻訳サービス開始。　通訳者向けセミナー（基礎コース）開講。
- 2008年（平成20年） - オフィス増床、Webサイト『映像翻訳・ローカライズ 情報の森』運営開始
- 2009年（平成21年） - 通訳者人材派遣開始。　英語教育サービス開始。
- 2010年（平成22年） - 日比谷サテライトオフィス開設、外国語人材派遣サービス開始
- 2012年（平成24年） - 本社移転
- 2013年（平成25年） - 映像翻訳者の派遣サービス開始、メディカル映像翻訳サービス開始、法人英語研修サービスをリニューアル
- 2014年（平成26年） - 別館を設立し、映像翻訳部を移転
- 2015年（平成27年） - ERPシステムを導入

- 2016年（平成28年） - 京都支店開設。ISO17100取得。
- 2017年（平成29年） - 別館を移転・増床。